# Saison 6 de Famille d'accueil
Chronologie
Saison 5 Saison 7
Cet article présente les épisodes de la sixième saison de la série télévisée française Famille d'accueil (2001-2016).

## Distribution
- Virginie Lemoine : Marion Ferrière
- Christian Charmetant : Daniel Ferrière
- Lucie Barret : Charlotte Ferrière
- Samantha Rénier : Juliette Ferrière
- Smaïl Mekki : Khaled
- Doriane Louisy Louis-Joseph : Louise Ferrière
- Antoine Ferey : Tim Ferrière
- Ginette Garcin : tante Jeanne

## Épisodes

### Épisode 1:Malentendu
- France : 2006 sur France 3

### Épisode 2:Le Prisonnier
- France : 2006 sur France 3

- Lucas Nayet : Aurélien
- Sébastien Accart : Thomas
- Philippe Lellouche : Stéphane